# مهد نيوتن
مهد نيوتن الذي يحمل اسم اسحق نيوتن، هو الجهاز الذي يدل على المحافظة على الزخم والطاقة عبر سلسلة من المجالات يتأرجح. عند رفع الجسم الكروي في الطرف ثم تركه ، يضرب الأجسام الثابتة و تنتقل القوة من خلال المجالات الثابتة ثم تدفع الجسم الأخير إلى الأعلى. ويعرف الجهاز أيضا بكرات نيوتن أو الكرة التنفيذية.

## إنشاءات
يتكون مهد نموذجي نيوتن من سلسلة من كرات معدنية بحجم مماثل مع وقف التنفيذ في إطار معدني بحيث أنها بمجرد لمس كل منهما الآخر في بقية. يتم إرفاق كل الكرة إلى الإطار من قبل اثنين من الأسلاك متساوية الطول والزاوية بعيدا عن بعضها البعض. هذا يقيد تحركات البندول .

## عمل

مهد نيوتن مع اثنين من الكرات من نفس الوزن ومرونة فعالة تماما. يتم سحب الكرة غادر بعيدا وندعها تفلت من أيدينا. إهمال الفاقد من الطاقة، والكرة اليسرى تضرب الكرة اليمنى، نقل عن سرعة لكرة الصحيحة. لأنها هي نفس الوزن، وتشير بنفس السرعة ونقل أيضا عن الزخم والطاقة. الطاقة الحركية، على النحو الذي تحدده سرعة، يتم تحويلها إلى طاقة كامنة لأنها تصل إلى نفس الارتفاع الكرة الأولية تكرر الدورة.

إذا تم سحب كرة واحدة بعيدا، والسماح للسقوط، وهو يضرب الكرة الأولى في هذه السلسلة، ويأتي إلى ما يقرب من توقف ميت. الكرة على الجانب الآخر تكتسب معظم السرعة وعلى الفور تقريبا يتأرجح في قوس تقريبا يصل إلى ذروة الإفراج عن الكرة الأخيرة. هذا يدل على أن الكرة النهائية تتلقى معظم الطاقة والزخم الذي كان في الكرة الأولى. تأثير ينتج موجة ضغط التي تنتشر عن طريق الكرات المتوسطة. أي مادة مرنة بكفاءة مثل الصلب سوف نفعل ذلك طالما أن الطاقة الحركية يتم تخزين مؤقتا على الطاقة الكامنة في ضغط المواد بدلا من أن تضيع في شكل حرارة.

والمثالية مهد نيوتن مع خمس كرات عندما لا تكون هناك خسائر الطاقة وهناك دائما الفاصل الصغير بين الكرات، فيما عدا عند اصطدامها الزوج.

مع اسقطت اثنتين من الكرات، بالضبط اثنتين من الكرات على الجانب الآخر البديل الخروج والعودة. مع تراجع ثلاث كرات، وثلاث كرات تتأرجح ذهابا وإيابا، مع الكرة المركزية التي تظهر في التأرجح دون انقطاع

مهد سوينغ ثلاثة كرات نيوتن في نظام الخمس كرات. الكرة وسط تتأرجح دون أي انقطاع واضح.

## تاريخ
يستخدم كريستيان هيغنز البندول لدراسة التصادم. عمله، دي موتو ^جثث^ السابق Percussione (بناء على اقتراح من الهيئات التي كتبها التصادم) نشرت بعد وفاته في 1703، ويحتوي على نسخة من قانون نيوتن الأول ويناقش اصطدام الهيئات علقت بينهم اثنان من جثث كتلة مساوية مع حركة الجسم الذي يتحرك يجري تحويلها إلى واحدة على بقية. 
مبدأ أثبت من قبل الجهاز، وقانون الآثار بين الهيئات، وكان أول تظاهر من قبل الفيزيائي الفرنسي القس ماريوت في القرن 17. اعترف نيوتن العمل ماريوت، وبين أن للآخرين، في كتابه المبادئ.

## الشرح الفيزيائي
يمكن أن تكون على غرار مهد نيوتن مع الفيزياء بسيط والأخطاء الطفيفة إذا كان يفترض بشكل غير صحيح الكرات تصطدم دائما في أزواج. إذا وقع كرة واحدة 4 كرات الثابتة التي يتم لمس بالفعل، وتبسيط غير قادر على شرح الحركات الناتجة في كل 5 كرات، والتي ليست بسبب الخسائر الاحتكاك. على سبيل المثال، في حقيقي مهد نيوتن في 4 لديه بعض الحركة والكرة الأولى له عكس اتجاه حركة طفيفة. كل الرسوم المتحركة في هذا المعرض المقال العمل المثالية (حل بسيط) أن يحدث إلا إذا الكرات لا لمس في البداية وتتصادم فقط في أزواج.

### الحل بسيط
الحفاظ على الزخم (الجماهيرية × السرعة) والطاقة الحركية (0.5 × الكتلة × سرعة ^ 2) يمكن استخدامها للعثور على سرعات مما أدى لمدة اصطدام الأجسام المرنة تماما. وتستخدم هذه المعادلات اثنتين لتحديد السرعات الناتجة من الكائنين. بالنسبة لحالة اثنتين من الكرات مقيدة إلى صراط مستقيم بواسطة السلاسل في المهد، وسرعات هي رقم واحد بدلا من ناقلات 3 ابعاد لمساحة 3 ابعاد، وبالتالي فإن الرياضيات يتطلب سوى اثنين من المعادلات لحل لمدة المجهولة. عندما تزن الكائنين نفسه، والحل بسيط جدا: توقف جسم متحرك بالنسبة إلى واحدة ثابتة واحدة ثابتة يختار كل سرعة الأولية الأخرى لتصل. هذا يفترض الأجسام المرنة تماما، لذلك نحن لسنا بحاجة لحساب الخسائر الحرارة والطاقة السليمة. لا الصلب لا ضغط كثيرا، ولكن مرونته فعال جدا مما يعني أنه لا يتسبب في الكثير من الحرارة المهدورة. تأثير بسيط من اثنين من نفس الوزن مرنة بكفاءة الأجسام الاصطدام مقيدة إلى صراط مستقيم هو أساس تأثير مثيرة للاهتمام ينظر في المهد ويعطي حل تقريبي لجميع عملها. ويمكن أيضا أن ينظر إلى هذا التأثير في انزلاق النقود وكرات بليارد عندما الضربات هي في خط مستقيم. ويمكن أيضا أن ينظر في كائن أن يحصل على موجة الضغط من وسط أقل كثافة في الغارق ذلك، مثل حصى الكلى في الجسم تلقي موجات صدمة تفتيت الحصى. عكس ذلك الجانب إلى واردة رشقات نارية موجة الضغط، وليس الجانب يتلقى الضربة الأولي.
سلسلة من نفس الوزن الأجسام المرنة مقيدة إلى خط مستقيم، وأثر ما زال كل كائن على التوالي. على سبيل المثال، عندما يتم إسقاط اثنتين من الكرات لضرب ثلاث كرات ثابتة في المهد، هناك مسافة صغيرة دون أن يلاحظها أحد ولكن حاسمة بين أسقطت اثنتين من الكرات والعمل على النحو التالي: الكرة تتحرك الأولى التي يضرب الكرة الأولى ثابتة (في 2 الكرة ضرب الكرة 3) بتحويل جميع سرعتها إلى الكرة 3 وتوقف. ثم ينقل الكرة 3 سرعة لكرة 4 وتوقف، وبعد ذلك 4 إلى 5 الكرة. خلف هذا التسلسل هو الكرة 1 نقل سرعته إلى الكرة 2 التي كان قد تم إيقاف، وتسلسل يكرر على الفور وغير محسوس وراء سلسلة الأول، إخراج الكرة 4 الحق وراء الكرة 5 مع نفس الفصل الصغير الذي كان بين اثنين من الكرات لفتا الأولية. إذا كانت مجرد لمس عندما ضرب الكرة 3، والحل أكثر اكتمالا هو موضح أدناه هو ضروري من أجل أن تكون دقيقة.

#### عندما يطبق الحل بسيط
من أجل حل بسيط التنبؤ بدقة العمل، لا يمكن للزوج في خضم الاصطدام لمس الكرة الثالثة بسبب وجود 3 كرات يجعل فعال الكرة اصابتها يبدو أثقل. تطبيق معادلات الحفظ اثنين لحل السرعات النهائية من ثلاثة أو أكثر من كرات في النتائج تصادم واحد في العديد من الحلول الممكنة، لذلك هذين المبدأين ليست كافية لتحديد مبدأ العمل.
حتى عندما يكون هناك فصل الأولي صغير، قد تصبح الكرة الثالثة تشارك في التصادم إذا كان الانفصال الأولي ليست كبيرة بما فيه الكفاية. وذلك لأن الكرة 2 تبدأ في التحرك ويمكن ان تتحرك في الكرة الثالثة قبل أن فصل 1 وسطح الاصطدام كرات 2 ". عندما يحدث هذا، يجب استخدام طريقة الحل الكامل هو موضح أدناه. إذا كان فصل الأولية هي كبيرة بما يكفي لمنع التصادم في وقت واحد، الحل الكامل يبسط إلى حالة بسيطة من أزواج الاصطدام بشكل مستقل.
كرات الصلب الصغيرة تعمل بشكل جيد لأنها لا تزال مرنة بكفاءة مع فقدان الحرارة قليلا تحت ضربات قوية ولا ضغط بكثير (تصل إلى حوالي 30 ميكرون في مهد نيوتن الصغير). و، الضغط شديدة صغيرة يعني وقوعها بسرعة، أقل من 200 ميكروثانية، وأكثر عرضة لاستكمال حادث تصادم قبل لمس الكرة الثالثة المجاورة كرات الصلب. كرات مرونة أكثر ليونة تتطلب الانفصال أكبر من أجل تحقيق أقصى قدر من التأثير من اصطدام الزوج الحكيم.
لمدة ثلاثة أو أكثر في وقت واحد اصطدامه الكرات المطاطية، وcompressibilities بالنسبة للأسطح الاصطدام هي المتغيرات الإضافية التي تحدد النتيجة. على سبيل المثال، خمس كرات لديها أربعة الاصطدام نقاط وتوسيع (تقسيم) ثلاثة منهم من رابع سيعطي متغيرات إضافية ثلاثة المطلوبة (بالإضافة إلى معادلات الحفظ اثنين) إلى حل لجميع السرعات الخمس بعد الاصطدام. ولكن الضغط على الأسطح تتفاعل مع التذبذبات مما يجعل حل جبري القطعية صعوبة.

#### حل أكثر اكتمالاً
تم تصميم مهد المثالي أن يكون الانفصال الأولي صغير بين الكرات، ولكن معظمها لا. وينطبق هذا القسم لتلك التي ليس لديها فصل الأولي صغير.
بدلا من الحفاظ على الزخم والطاقة وتأثير السطح أكثر من التي تستخدمها لاغرانج، هاملتون، أو أساليب عمل ثابتة من الحل، يتم تطبيق قانون نيوتن لكل الكرات ويرصد مبلغ القوات تساوي الصفر وهو ما ينطبق على نحو فعال الحفاظ على الطاقة والزخم.
تحديد السرعات للحالة كرة واحدة ضرب أربع كرات في البداية-مؤثرة وجدت عبر الاقتداء الكرات كما الأوزان مع الينابيع غير التقليدية على سطح الاصطدام بهم. الصلب هو مرن ويتبع قانون القوة هوك لالينابيع، F = k \ cdot العاشر، ولكن لأن مجال الاتصال لزيادة المجال مع زيادة قوة، اصطدامها الكرات المطاطية ستتبع تعديل هيرتز لقانون هوك، \ F = k \ cdot س ^ {1,5}. يتم تطبيق هذا الأمر وقانون نيوتن للحركة ( F =m \ cdot a) إلى كل كرة، وإعطاء خمس المعادلات التفاضلية بسيطة ولكنها مترابطة التي تم حلها عدديا. عندما تكون الكرة الخامسة يبدأ في التزايد، فإنه يتم تلقي الزخم والطاقة من الكرات الثالثة والرابعة من خلال العمل الربيع من سطوحها مضغوط. لكرات مرنة متطابقة من أي نوع، يتم تخزين 40٪ إلى 50٪ من الطاقة الحركية للكرة الأولية في السطوح الكرة كمصدر من مصادر الطاقة المحتملة لأكثر من عملية التصادم. هذا هو دليل على مبدأ العمل ثابتة والتي تنص على الميكانيكا الكلاسيكية (النيوتونية، Langrangian، وأساليب هاملتون) يمكن استخلاصها من تقليل الفرق بين متوسط الطاقة الكامنة الحركية ومتوسط على أي مسار آخر. هو اضفاء 13٪ من السرعة الابتدائية لكرة الرابعة (والتي يمكن أن ينظر إليها كحركة 3.3 درجة إذا تحركت الكرة الخامسة من 25 درجة)، وهناك سرعة عكسية طفيفة في الكرات الثلاث الأولى، -7٪ في الربع الأول الكرة. هذا يفصل الكرات، لكنها لن نعود معا فقط قبل أن يعود الكرة الخامسة اتخاذ قرار من «لمس» خلال مجمع اصطدام لاحق، ولكن أقل احتمالا مما كانت عليه في الضربة الأولى. كرات الصلب ثابتة وزنها 100 غراما (مع سرعة إضراب 1 م / ث) تحتاج إلى أن تكون مفصولة 10 ميكرون على الأقل إذا أريد لها أن تكون على غرار كما اصطدام مستقلة بسيطة. وهناك حاجة المعادلات التفاضلية مع فصل الأولية إذا كان هناك أقل من 10 ميكرون الانفصال، سرعة أعلى الإضراب، أو كرات أثقل.

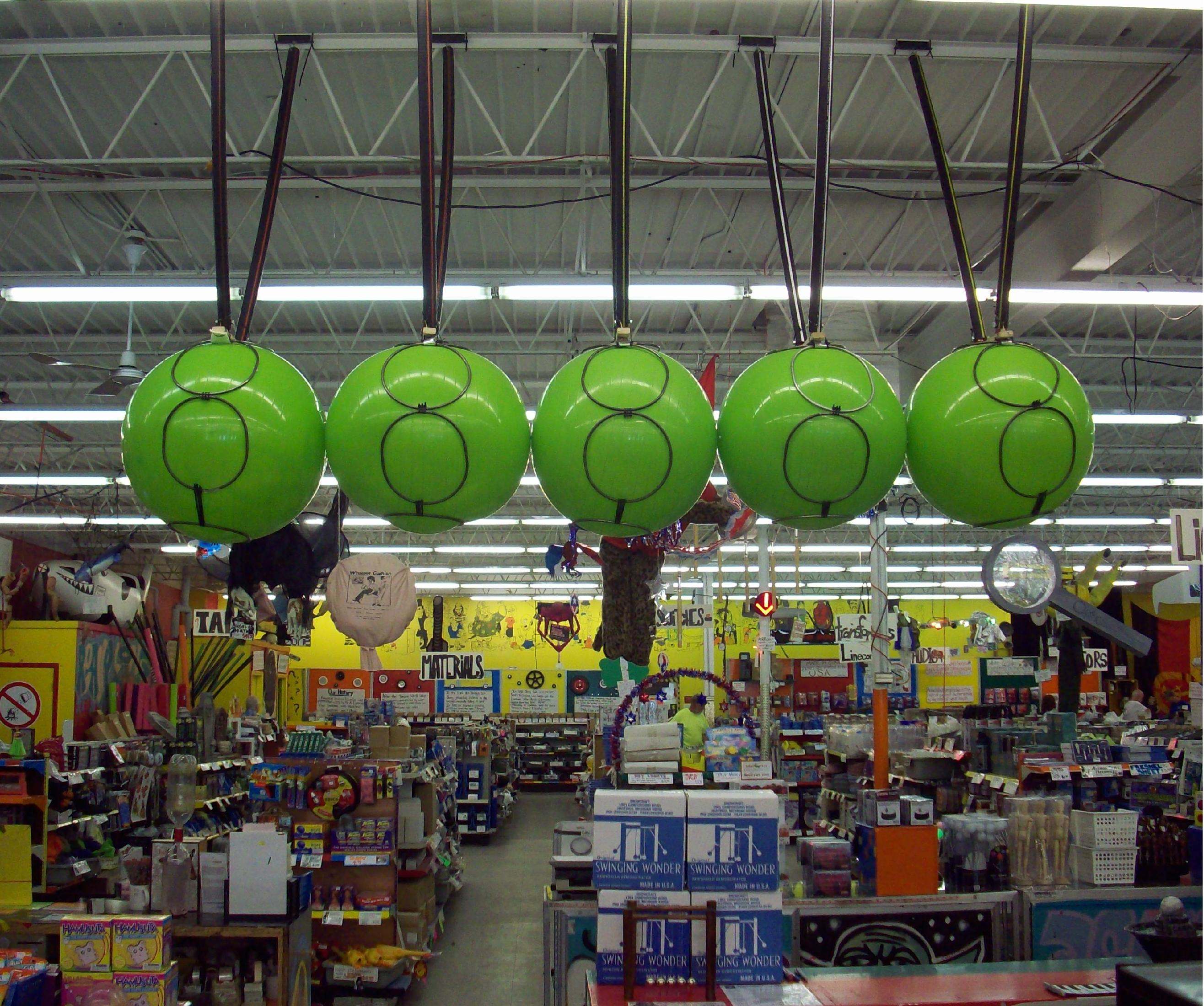
مهد كبير نيوتن في العلوم الأمريكية والفائض

المعادلات التفاضلية الهرتزية يتوقع أنه إذا ضرب اثنين من الكرات الثلاث، وكرات الخامس والرابع سوف يغادر مع سرعات 1.14 و 0.80 أضعاف سرعة الأولية. هذا هو 2.03 مرة أكثر الطاقة الحركية في الكرة الخامسة من الكرة الرابعة، مما يعني أن الكرة الخامسة يجب أن تأرجح ضعفي الكرة الرابعة. ولكن في مهد نيوتن الحقيقي تمكن من إبعاد الكرة الرابعة يتأرجح بها بقدر الكرة الخامسة. من أجل توضيح الفرق بين النظرية والتجربة، يجب أن يكون اثنين من الكرات لفتا لا يقل عن 20 ميكرون الفصل (الصلب معين، 100 غرام، و 1 m / s). وهذا يدل على أنه في حالة مشتركة من كرات الصلب، فصل دون أن يلاحظها أحد يمكن أن تكون هامة ويجب أن تدرج في المعادلات التفاضلية الهرتزية، أو حل بسيط قد تعطي نتائج أكثر دقة.
الجاذبية وتأثير العمل البندول الكرات الوسطى العودة بالقرب من موقف المركز في الوقت نفسه تقريبا في اصطدام اللاحقة. هذا والخسائر الحرارة والاحتكاك هي التأثيرات التي يمكن تضمينها في المعادلات الهرتزية لجعلها أكثر عمومية والاصطدامات اللاحقة

#### تعديل لموجات الضغط في الصلب
موجات الضغط في الفولاذ المقاوم للسفر حوالي 5 سم في 10 ميكروثانية وهو بالكاد سريع بما فيه الكفاية للأسلوب حل الهرتزية للا يحتاج إلى تعديل كبير لضبط التأخير في نشر القوات في الكرات. تأثير غامضة جزئيا الجمود من الكرات بعيدا عن كل تصادم، والتي تعمل لجعله أقرب إلى حل بسيط.